# Двойно дъно
Двойно дъно – водонепроницаема настилка, запоена за горната част на дънния набор на корпуса на кораба (флорове, вертикален кил, стрингери) на разстояние от няколко фута от основното дъно. Двойното дъно е платформа, носеща по-голямата част от натоварването на превозваните товари, енергетичните установки и останалите механизми; при повреда на дъното предотвратява попадането на вода в корпуса на съда, а при танкерите – разлив на нефт.
Пространството под вътрешното дъно се нарича междудънно и често се използва като резервоар за съхранение на гориво или
баластна вода, макар съхраняването на гориво в двойното дъно да е забранено от правилата на Международната конвенция по предотвратяване на замърсяванията от съдове (MARPOL 73/78) за съдове, спуснати на вода след 2007 година.
Двойното дъно е много по-безопасно, отколкото обикновеното. При засядане в плитчина, при теч в района на двойното дъно се запазва плавучестта, тъй като водата не може да проникне след настила на второто дъно. По тази причина изискванията на Международната конвенция по охрана на човешкия живот в морето (SOLAS) вече в течение на много десетилетия към всички пътнически съдове са да имат двойно дъно.
Още по-надеждна защита осигуряват двойните бордове, образувани от надлъжни отсеци, отстоящи от бордовата обшивка на разстояние 800 – 1500 mm. Двойния борд, така както и двойното дъно, увеличава живучестта на съда при случаен пробив на обшивката. Съществуват два типа конструкции на двойните бордове: с наклонени (за насипни товари) или вертикални стени.
Двойното дъно също така значително усилва здравината на корпуса и неговата устойчивост към надлъжни и до определена степен към въртящи натоварвания (моменти).
Някои от преимуществата на двойното дъно на съдовете са:
- осигурява защита на корпуса в случай на засядане в плитчина;
- осигурява по-голяма надлъжна здравина;
- междудънното пространство може да се използва като резервоари за нефт, баласт или прясна вода;
- помага за предотвратяването на замърсяванията на околната среда с течни товари (например нефт в танкерите);
- помага да се подобри устойчивостта на съда;
- второто дъно служи като платформа за машините и товарите.